# Del Mar (Califórnia)
Del Mar é uma cidade localizada no estado americano da Califórnia, no condado de San Diego. Foi incorporada em 15 de julho de 1959.

## Geografia
De acordo com o United States Census Bureau, a cidade tem uma área de 4,6 km², onde 4,4 km² estão cobertos por terra e 0,2 km² por água.

### Localidades na vizinhança
O diagrama seguinte representa as localidades num raio de 24 km ao redor de Del Mar. 

## Demografia
Segundo o censo nacional de 2010, a sua população é de 4 161 habitantes e sua densidade populacional é de 939,52 hab/km². É a cidade menos populosa do condado de San Diego. Possui 2 596 residências, que resulta em uma densidade de 586,15 residências/km².